# Christiane Groenen-Magniette
Christiane Groenen-Magniette (1937) is een Belgische interieurarchitect.

## Studie en loopbaan
Groenen-Magniette studeerde binnenhuisarchitectuur aan het Nationaal Hoger Instituut voor Bouwkunst en Stedebouw (NHIBS) te Antwerpen. Hier kreeg ze les van o.a. architect Jul De Roover, de oprichter van de opleiding. In 1961 behaalde ze, met grootste onderscheiding, haar einddiploma binnenhuisarchitect. Groenen-Magniette maakte deel uit van de eerste lichting afgestudeerden samen met Paul ibens, Claire Bataille en John Bogaerts.
In 1961 nam Groenen-Magniette de rubriek ‘interieur design’ van het magazine De Stem der Vrouw over van De Roover. Samen met hem droeg ze bij aan de zogenaamde 'woonvoorlichting', die destijds een belangrijke bijdrage leverde aan de informatieverstrekking over interieurinrichting aan gezinnen. Het magazine werd uitgebracht door de Socialistische Vooruitziende Vrouwen (SVV), nu gekend onder de naam Rebelle, een vrouwenvereniging van de Belgische socialistische ziekenfondsen.
Van 1961 tot 1975 werkte ze in het kantoor van architectuurbureau Verduyn. Hierna richtte ze haar eigen interieurarchitectuurbureau op.  
Vanaf 1965 combineerde ze haar werk met lesgeven aan het NHIBS, waar ze het vak kleurenleer gaf aan de derdejaarsstudenten.
Groenen-Magniette werkte in 1966 aan de tentoonstelling ‘Scheppende handen in ambacht en nijverheid’. Dit deed ze in samenwerking met interieurarchitect W. Van De Wijngaert. De tentoonstelling vond plaats in de Stadsfeestzaal in Antwerpen.